# Скульськ
Скульськ (пол. Skulsk, нім. 1943–45 Rollensee) — село в Польщі, у гміні Скульськ Конінського повіту Великопольського воєводства.
Населення — 1497 осіб (2011).
У 1975-1998 роках село належало до Конінського воєводства.

## Демографія
Демографічна структура станом на 31 березня 2011 року:
|          | Загалом | Допрацездатний вік | Працездатний вік | Постпрацездатний вік |
| -------- | ------- | ------------------ | ---------------- | -------------------- |
| Чоловіки | 735     | 158                | 511              | 66                   |
| Жінки    | 762     | 150                | 463              | 149                  |
| Разом    | 1497    | 308                | 974              | 215                  |